# Mønterne
Mønterne er en lille samling af ca. 40 (oprindeligt 85) forskellige slags træer som alle kan vokse i Danmark. Nogle, f.eks. Vandgran, ses dog kun i haver og parker. Området har sit navn fordi træerne er finansieret ved en indsamling af 5-kroner i Politiken i 1966.
I starten af 60'erne var der megen debat om etablering af Vestskoven, men det trak ud. I 1966 besluttede redaktøren på Politiken, Hakon Stephensen, derfor at starte en indsamling under sloganet "Plant et træ". Her kunne man indbetale 5 kr. til en girokonto, og de indsamlede midler skulle så gå til køb af træer til Vestskoven. I alt 250.000 kr. blev indsamlet – dengang et betydeligt beløb – og for de pengene anlagde man "Mønterne". I 1967 besluttede man så, efter den overvældende folkelige støtte, at anlægge Vestskoven.